# 가와세 나오미
가와세 나오미(河瀨 直美, 1969년 5월 30일 ~ )는 일본의 영화 감독이다. 나라시 출신이며 남편의 성을 따른 센토 나오미 (仙頭 直美)란 이름으로도 알려져 있다.

## 경력

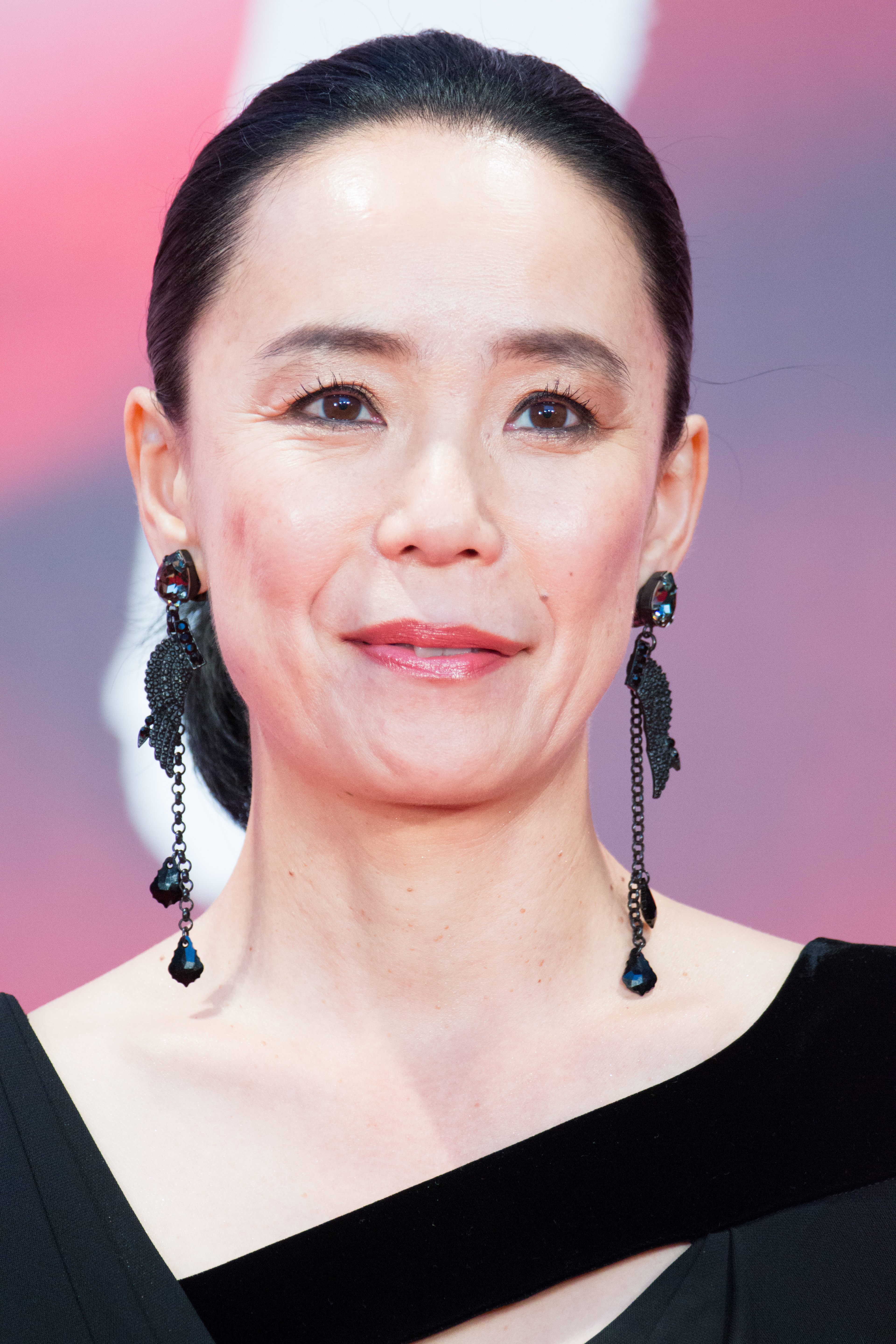
2017년 도쿄 국제 영화제에 참석한 가와세 나오미

2018년 10월 24일에는 2021년 공개 예정인 2020년 하계 올림픽 공식 기록영화의 감독을 맡게되었다.

## 주요 작품

### 영화
- 《따뜻한 포옹》 (1992년)
- 《달팽이: 나의 할머니》 (1994년)
- 《수자쿠》 (1997년)
- 《호타루》 (2000년)
- 《사라소주》 (2003년)
- 《출산》 (2006년) 2007년
- 《너를 보내는 숲》 (2007년)
- 《나나요》 (2008년)
- 《어떤방문 : 디지털삼인삼색2009 - 코마》 (2009년)
- 《서신교환2: 이사키 라쿠에스타-가와세 나오미》 (2009년)
- 《겐핀》 (2010년)
- 《하네즈》 (2011년)
- 《홈》 (2011년)
- 《흔적》 (2012년)
- 《소년, 소녀 그리고 바다》 (2014년)
- 《한여름의 판타지아》 (2015년) 프로듀스
- 《앙: 단팥 인생 이야기》 (2015)
- 《빛나는》 (2017)
- 《비전》 (2018)
- 《트루 마더스》 (2020)

### 뮤직 비디오
- 쥬디 앤 마리 〈Peace -strings version-〉 (2001)
- 우타다 히카루 〈사쿠라나가시〉 (桜流し, 2012)

## 수상
- 1995년 야마가타 국제다큐멘터리영화제 국제비평가상 수상. 《따뜻한 포옹》
- 1995년 야마가타 국제다큐멘터리영화제 뉴아시아 커런츠상 수상《달팽이: 나의 할머니》
- 1997년 칸 영화제 황금카메라상, 1997년 로테르담 국제영화제 국제비평가협회(FIPRESCI)상 수상.《수자쿠》
- 2007년 야마가타 국제다큐멘터리영화제 국제경쟁 - 특별상《출산》
- 2007년 칸 영화제 그랑프리, 《너를 보내는 숲》